# Antoniuskapelle (Altenbeuren)

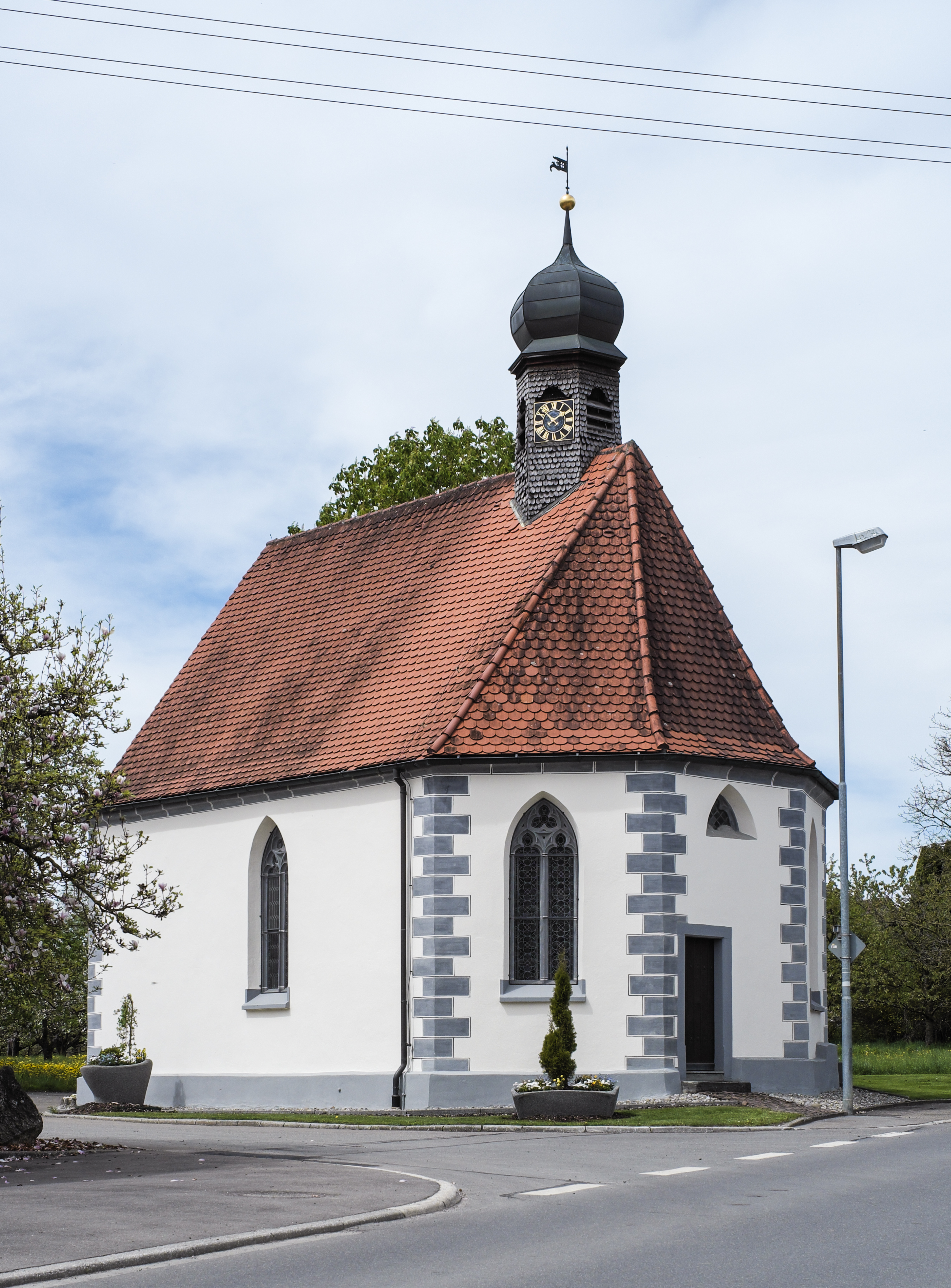
Antoniuskapelle in Altenbeuren

Die Antoniuskapelle in Altenbeuren wurde wahrscheinlich vor 1500 als Wallfahrtskapelle erbaut. Sie ist dem Einsiedler St. Antonius geweiht. Altenbeuren ist ein zum Salemer Teilort Beuren gehörendes Dorf im Bodenseekreis in Baden-Württemberg.
Die Ortschaft wurde erstmals im Jahr 783 durch eine Schenkung an das Kloster St. Gallen urkundlich erwähnt. In der Festschrift aus dem Jahr 2008 zum 1225-jährigen Bestehen des Ortes wird der Text der St. Gallener Urkunde zitiert: „… Ich übergebe und übertrage aus meinem rechtmäßigen Besitz mit dem heutigen Tag zur Herrschaft der obengenannten Kirche des Heiligen Gallus im Dorf Altenbeuren dreißig Hektar dieses Landes, eingeschlossen einhundert Jurnales und über die Wiesen hin siebenunddreißig Hütten, weitere Gebäude sowie Höfe mit Häusern, Betrieben und Werkstätten und deren sieben Leibeigene mit folgenden Namen: Franco und Liutsinda, Kerhilt, Liublia, Folrato, Dacarat, Hailrat mit allem Geld und all ihrem Hab und Gut…“ Der urkundlich erwähnte Stifter dieser Dorfschenkung war ein gewisser Edler Wichar. Als exaktes Datum nennt die Festschrift den 1. Mai 783.
Der Bau der kleinen Kapelle besitzt ein steiles Satteldach, ein sechseckiges Türmchen mit einer welschen Haube mit Kugel und Wetterfahne. Die Kapelle weist vier spitzbogige Maßwerkfenster auf, ein fünftes in der Ostwand ist bis auf das Bogenfeld vermauert. Der Bau wurde 1978 renoviert und dient Altenbeuren als Dorfkapelle.
Die Innenausstattung der Kapelle St. Antonius zeigt Schablonenmalerei an den Wänden (1904), neugotische Glasmalereien und eine in braun, grün und gold gehaltene Decke, die wahrscheinlich noch aus der Erbauungszeit stammt. „… Der Altar trägt ein barockes Retabel mit einem Zentralbild, das Maria mit dem Jesuskind darstellt. Als Schreinwächter fungieren Figuren des Hl. Antonius des Einsiedlers und des Hl. Papstes Silvester, beide aus der Zeit nach 1500…“.
Die beiden bronzenen Glocken aus den Jahren 1822 (ca. 35 kg, c„'+1) und 1926 (ca. 65 kg, as“-8) hängen in dem über dem Chorraum der Kapelle platzierten, hölzernen Glockenturm. Ein Uhrenziffernblatt am Glockenturm fehlt genauso wie ein Schlagwerk. „… Im Dachraum steht jedoch ein stillgelegtes, sehr altes Uhrwerk. Aufgrund der Vollständigkeit der Mechanik wäre eine Wiederinbetriebnahme möglich und aus denkmalpflegerischer Sicht anzustreben…“